# Isotopo stabile

Grafico degli isotopi/nuclidi per tipo di decadimento. I nuclidi arancioni e blu sono instabili. I quadrati neri tra queste regioni rappresentano i nuclidi stabili. La linea ininterrotta che passa sotto molti dei nuclidi rappresenta la posizione teorica sul grafico dei nuclidi per i quali il numero dei protoni è lo stesso del numero dei neutroni. Il grafico mostra che gli elementi con più di 20 protoni, per essere stabili, devono avere un numero di neutroni superiore a quello dei protoni.

Gli isotopi stabili sono isotopi chimici generalmente non radioattivi, ma se lo sono hanno emivite troppo lunghe per essere misurate.
Solo 90 nuclidi dei primi 40 elementi sono energeticamente stabili per qualsiasi tipo di decadimento salvo, in teoria, il decadimento protonico (vedi lista di nuclidi). Altri 161 aggiuntivi sono teoricamente instabili per certi tipi conosciuti di decadimento, ma non sono mai state osservate prove di decadimento, per un totale di 251 nuclidi per i quali non vi sono prove di radioattività. In base a questa definizione, vi sono quindi 251 nuclidi stabili conosciuti degli 80 elementi che hanno uno o più isotopi stabili. Una lista di questi ultimi è fornita alla fine di questo articolo.
Degli 80 elementi con uno o più isotopi stabili, soltanto ventisei hanno un unico isotopo stabile, e sono così definiti monoisotopici, e il resto hanno più di un isotopo stabile. Un solo elemento (stagno) ha dieci isotopi stabili, il più grande numero conosciuto per un elemento.

## Proprietà degli isotopi stabili
Isotopi differenti dello stesso elemento (sia stabile che instabile) hanno quasi le stesse caratteristiche chimiche e perciò si comportano quasi identicamente in biologia (un'eccezione notevole sono gli isotopi dell'idrogeno — vedi Acqua pesante). Le differenze di massa, a causa di una differenza nel numero di neutroni, daranno come risultato la parziale separazione degli isotopi leggeri da quelli pesanti durante le reazioni chimiche e durante i processi fisici come la diffusione e l'evaporazione. Questo processo si chiama frazionamento isotopico. Per esempio, la differenza di massa tra i due isotopi stabili dell'idrogeno, 1H (1 protone, nessun neutrone, noto anche come prozio) e 2H (1 protone, 1 neutrone, noto anche come deuterio) è quasi del 100%. Pertanto, si verificherà un frazionamento significativo.

## Studio degli isotopi stabili
Gli isotopi stabili comunemente analizzati comprendono ossigeno, carbonio, azoto, idrogeno e zolfo. Questi sistemi isotopici sono sotto indagine da molti anni allo scopo di studiare i processi di frazionamento isotopico nei sistemi naturali perché sono relativamente semplici da misurare. I recenti progressi nella spettrometria di massa (cioè la spettrometria di massa al plasma abbinata induttivamente a collettori multipli) consentono ora la misurazione di isotopi stabili più pesanti, come ferro, rame, zinco, molibdeno, ecc.
Gli isotopi stabili sono usati da molti anni nelle indagini botaniche e in quelle biologiche sulle piante, e sempre più gli studi ecologici e biologici stanno scoprendo l'estrema utilità degli isotopi stabili (per la maggior parte carbonio, azoto e ossigeno). Altri operatori hanno usato gli isotopi dell'ossigeno per ricostruire le temperature atmosferiche storiche, facendone importanti strumenti per le ricerche sul clima. Le misurazioni dei rapporti di un isotopo stabile presente naturalmente rispetto ad un altro giocano un importante ruolo nella datazione radiometrica e nella geochimica isotopica, e sono utili anche per determinare i modelli delle precipitazioni piovose e i movimenti degli elementi attraverso gli organismi viventi, contribuendo a chiarire la dinamica delle reti alimentari negli ecosistemi.

## Definizione di stabilità e presenza isotopica naturale
La maggior parte dei nuclidi presenti naturalmente sono stabili (circa 251; vedi lista alla fine di questo articolo); e circa altri 35 (per un totale di 286) sono elementi radioattivi noti con emivite sufficientemente lunghe (anch'esse note) da essere presenti da tempi "primordiali". Se l'emivita di un nuclide è comparabile all'età della Terra (4,5 miliardi di anni) o più lunga, una quantità significativa del nuclide sarà sopravvissuta fin dalla formazione del sistema solare, e si dice allora che esso è primordiale. In tal caso, contribuirà alla composizione isotopica naturale di un elemento chimico. Si scoprono facilmente radioisotopi presenti primordialmente con emivite brevi fino ad un minimo di 700 milioni di anni (ad es., 235U), sebbene si siano scoperti alcuni isotopi primordiali con emivite ridotte fino a 80 milioni di anni (ad es. 244Pu), però queste osservazioni sono contestate. In ogni caso, questo è il limite attuale della scoperta, in quanto il nuclide che segue con l'emivita più breve (niobio-92, 34,7 milioni di anni) non è ancora stato scoperto in natura.
Molti radioisotopi presenti naturalmente (altri 53 o giù di lì, per un totale di circa 339) esibiscono emivite ancora più brevi di 80 milioni di anni, ma si sono formati recentemente, in seguito a processi di decadimento di nuclidi primordiali (ad esempio, il radio dall'uranio) o a reazioni energetiche in corso, come i nuclidi cosmogenici prodotti dall'attuale bombardamento della Terra da parte dei raggi cosmici (ad esempio, il carbonio-14 generato dall'azoto).
Molti isotopi che sono classificati come stabili (cioè per essi non è stata osservata alcuna radioattività) si prevede abbiano emivite estremamente lunghe (talvolta elevate fino a 1018 anni o più). Se l'emivita prevista ricade in un intervallo sperimentalmente accessibile, tali isotopi hanno una possibilità di spostarsi dall'elenco dei nuclidi stabili alla categoria radioattiva, una volta che ne sia stata osservata l'attività. Buoni esempi sono il bismuto-209 e il tungsteno-180 che erano in precedenza classificati come stabili, ma si è scoperto recentemente (2003) che risultano alfa-attivi. Tali nuclidi non mutano evidentemente il loro status di primordiali quando si scopre che sono radioattivi.
Si ritiene che la maggior parte degli isotopi stabili sulla Terra siano stati formati o nel Big Bang o come 'ceneri' delle reazioni nucleari nelle stelle, o, per i nuclidi più pesanti, in processi di nucleosintesi nelle successive generazioni di stelle che precedettero la formazione del sistema solare. Tuttavia, alcuni isotopi stabili mostrano anche variazioni nell'abbondanza sulla Terra come risultato del decadimento da nuclidi radioattivi di lunga durata. Questi prodotti di decadimento sono definiti isotopi radiogenici, per distinguerli dal gruppo molto più grande degli isotopi "non radiogenici".

## Aree di ricerca
La cosiddetta isola di stabilità può rivelare un numero di atomi di lunga durata o addirittura stabili che sono più pesanti (e con più protoni) del piombo.

## Frazionamento degli isotopi stabili
Ci sono tre tipi di frazionamento isotopico:
- frazionamento di equilibrio
- frazionamento cinetico
- frazionamento indipendente dalla massa

## Isotopi per elemento
Degli elementi chimici noti, 80 hanno almeno un nuclide stabile. Questi comprendono i primi 82 elementi dall'idrogeno al piombo, con le eccezioni del tecnezio (#43) e del promezio (#61), che non hanno alcun nuclide stabile. A gennaio 2023, c'erano un totale di 251 nuclidi "stabili" conosciuti. In questa definizione, "stabile" significa un nuclide che non è mai stato osservato decadere rispetto al fondo naturale. di conseguenza, questi elementi hanno emivite troppo lunghe per essere misurate con un qualsiasi mezzo, diretto o indiretto.
Soltanto un elemento (lo stagno) ha dieci isotopi stabili, e soltanto uno (lo xeno) ne ha nove. Nessun elemento ha esattamente otto isotopi stabili, ma quattro elementi hanno sette isotopi stabili, nove hanno sei isotopi stabili, nove hanno cinque isotopi stabili, nove hanno quattro isotopi stabili, cinque hanno tre isotopi stabili, sedici hanno due isotopi stabili, e ventisei hanno solo un isotopo stabile e sono quindi denominati elementi monoisotopici. Il numero medio di isotopi stabili per gli elementi che ne hanno almeno uno, è 251/80 ≈ 3,14.

### "Numeri magici" e conteggio dei protoni e dei neutroni pari e dispari
La stabilità degli isotopi è influenzata dal rapporto tra protoni e neutroni, e anche dalla presenza di certi "numeri magici" dei neutroni o dei protoni, che rappresentano gusci quantici pieni e chiusi. Questi gusci quantici corrispondono a un insieme di livelli energetici all'interno di un modello a guscio del nucleo; i gusci pieni, come il guscio pieno di 50 protoni dello stagno, conferiscono insolita stabilità al nuclide. Come nel caso dello stagno, un numero magico di Z, il numero atomico, tende ad aumentare il numero di isotopi stabili dell'elemento.
Proprio come nel caso degli elettroni, che hanno il più basso stato energetico quando si presentano in coppie in un dato orbitale, i nucleoni (sia i protoni che i neutroni) esibiscono un più basso stato energetico quando il loro numero è pari, anziché dispari. Questa stabilità tende ad impedire il decadimento beta (in due stadi) di molti nuclidi pari-pari in un altro nuclide pari-pari dello stesso numero di massa ma di energia inferiore (e naturalmente con due protoni in più e due neutroni in meno), perché il decadimento procedendo uno stadio alla volta dovrebbe passare prima attraverso un nuclide dispari-dispari di energia superiore. Questo rende possibile un maggior numero di nuclidi pari-pari stabili, fino a tre per alcuni numeri di massa, e fino a sette per alcuni numeri atomici (protonici).
Per converso, dei 251 nuclidi stabili conosciuti, solamente quattro hanno tanto un numero dispari di protoni quanto un numero dispari di neutroni: l'idrogeno-2 (deuterio), il litio-6, il boro-10 e l'azoto-14, tutti nuclei piccoli, con forze interne di repulsione nulle (H) o deboli. Inoltre, solamente quattro nuclidi dispari-dispari presenti naturalmente, radioattivi, hanno un'emivita di oltre un miliardo di anni: il potassio-40, il vanadio-50, il lantanio-138 e il tantalo-180m. I nuclidi primordiali dispari-dispari sono rari perché la maggior parte dei nuclei dispari-dispari sono altamente instabili rispetto al decadimento beta, perché i prodotti del decadimento sono pari-pari, e perciò vincolati molto fortemente, a causa degli effetti di accoppiamento nucleare.
Un altro effetto dell'instabilità di un numero dispari dell'uno o dell'altro tipo di nucleoni, è che gli elementi di numero dispari tendono ad avere meno isotopi stabili. Dei 26 elementi monoisotopici che hanno un solo isotopo stabile, tutti tranne uno hanno un numero atomico dispari. Gli stessi elementi hanno anche un numero pari di neutroni. L'unica eccezione ad entrambe le regole è rappresentata dal berillio.

### Isomeri nucleari, compreso uno "stabile"
Il conteggio dei 251 nuclidi stabili conosciuti comprende il Ta-180m, dal momento che, nonostante sia implicito nel simbolo il suo carattere 'metastabile', l'instabilità e il decadimento non sono ancora stati osservati. Per tutti gli elementi, gli isotopi "stabili" (metastabili significa appunto stabili per osservazione, non per teoria) sono gli stati fondamentali dei rispettivi nuclei, con l'eccezione del tantalio-180m, che si osserva invece stabile nel suo isomero nucleare o livello eccitato (lo stato fondamentale di questo nucleo è radioattivo con una emivita brevissima di 8 ore); il decadimento dell'isomero nucleare eccitato è proibito in modo estremamente forte dalle regole della selezione della parità degli spin. È stato riportato sperimentalmente per osservazione diretta che l'emivita del 180mTa nel decadimento gamma deve essere di più di 1015 anni. Altre possibili modalità di decadimento del 180mTa (decadimento beta, cattura elettronica e decadimento alfa) non sono mai state osservate.

## Isotopi radioattivi primordiali e isotopi non primordiali presenti naturalmente
Gli elementi con più di 82 protoni hanno soltanto isotopi radioattivi, sebbene possano ancora presentarsi naturalmente perché le loro emivite corrispondono a più del 2% circa del tempo trascorso a partire dalla nucleosintesi nelle supernovae degli elementi più pesanti, preponderanti nei pianeti di tipo terrestre del nostro sistema solare. Un caso estremo di questo è il plutonio-244, che è ancora rilevabile dai serbatoi primordiali, anche se ha un'emivita soltanto di 80 milioni di anni (l'1,8% dell'età del sistema solare). Tra i nuclidi radioattivi presenti naturalmente esistono circa 35 nuclidi primordiali.
In circa 50 casi conosciuti, si osservano naturalmente sulla Terra elementi con emivite più brevi del plutonio-244, poiché sono prodotti dai raggi cosmici (ad es., il carbonio-14), o altrimenti perché (come radio o polonio) si presentano in una catena di decadimento di isotopi radioattivi (primariamente uranio e torio), che hanno emivite abbastanza lunghe da essere abbondanti da tempi primordiali.

## Decadimento ancora inosservato

Energia di legame per nucleone di isotopi comuni.

Ci si aspetta che il continuo miglioramento della sensibilità sperimentale permetterà la scoperta della radioattività molto blanda (instabilità) di alcuni isotopi che oggi sono considerati stabili. Ad esempio, fu solo nel 2003 che si mostrò che il bismuto-209 (l'unico isotopo del bismuto presente naturalmente) era molto blandamente radioattivo. È possibile che molti nuclidi "stabili" siano "meta-stabili" in quanto si può calcolare che abbiano un rilascio di energia in vari possibili tipi di decadimento radioattivo.
Soltanto 90 nuclidi dei primi 40 elementi sono teoricamente stabili a qualsiasi specie di decadimento salvo il decadimento protonico (che non è stato osservato). Il resto, a partire dal niobio-93, sono teoricamente instabili alla fissione spontanea.
Per i processi diversi dalla fissione spontanea, altri percorsi teorici di decadimento per gli elementi più pesanti comprendono:
- decadimento alfa - 70 nuclidi pesanti
- doppio decadimento beta (compresi la doppia cattura elettronica, la conversione elettrone-positrone e il doppio decadimento positronico) - 55 nuclidi
- decadimento beta - Ta-180m
- cattura elettronica - Te-123, Ta-180m
- transizione isomerica - Ta-180m
- decadimento dei cluster e fissione spontanea - molti dei nuclidi più pesanti

Questi comprendono tutti i nuclidi di massa 201 e superiore. L'argon-36 è attualmente il più leggero nuclide "stabile" conosciuto che sia teoricamente instabile.
La positività del rilascio di energia in questi processi significa che essi sono permessi cineticamente (non violano la conservazione dell'energia) e di conseguenza, in linea di principio, possono presentarsi. Non si osservano a causa della soppressione, forte ma non assoluta, in base alle regole di selezione della parità degli spin (per i decadimenti beta e le transizioni isomeriche) o in base allo spessore della barriera potenziale (per i decadimenti alfa e dei cluster e per la fissione spontanea).

## Tabella riassuntiva dei numeri di ciascuna classe di nuclidi
Questa è una tabella riassuntiva tratta dalla Lista di nuclidi. Si noti che i numeri non sono esatti, e potrebbero cambiare leggermente in futuro, quando si osservasse che i nuclidi sono radioattivi, o fossero determinate nuove emivite con una qualche precisione. Si noti altresì che soltanto il gruppo di 251 nuclidi ha un qualsiasi titolo per la stabilità, ma che soltanto 90 nuclidi dei primi 40 elementi sono teoricamente stabili a qualsiasi processo tranne il decadimento protonico.
| Tipo di nuclide per classe di stabilità. | Numero di nuclidi nella classe (il numero esatto potrebbe cambiare). | Totale a riportare dei nuclidi in tutte le classi fino a questo punto. | Note sul totale a riportare. |
| --- | -------------------------------------------------------------------- | ---------------------------------------------------------------------- | --- |
| Teoreticamente stabili a tutto tranne che al decadimento protonico. | 90                                                                   | 90                                                                     | Include i primi 40 elementi. Decadimento protonico ancora da osservare. |
| Energeticamente instabili a una o più modalità note di decadimento, ma ancora nessun decadimento visto. Considerati stabili finché la riadioattività non sia confermata. | 161                                                                  | 251                                                                    | Fissione spontanea possibile per i nuclidi "stabili" > niobio-93. Altri meccanismi possibili per i nuclidi più pesanti. Il totale sono i nuclidi stabili in senso classico. |
| Nuclidi primordiali radioattivi. | 35                                                                   | 286                                                                    | I primordiali totali includono Bi, U, Th, Pu, più tutti i nuclidi stabili.                                                                                                  |
| Non primordiali radioattivi, ma presenti naturalmente sulla Terra. | ~ 53                                                                 | ~ 339                                                                  | Nuclidi cosmogenici dai raggi cosmici; figli di primordiali radioattivi come il francio, ecc.                                                                               |

## Lista di isotopi osservativamente stabili
Nella lista sottostante, 90 nuclidi non hanno alcuna modalità di decadimento prevista energeticamente possibile, salvo il decadimento protonico. Questi non sono indicati.
Altre modalità di decadimento radioattivo previste (ma non ancora osservate) sono annotate come: A per decadimento alfa, B per decadimento beta, BB per doppio decadimento beta, E per cattura elettronica, EE per doppia cattura elettronica, e IT per transizione isomerica. A causa della curva dell'energia di legame, molti nuclidi da Z = 41 (niobio) e oltre, sono teoricamente instabili riguardo alla fissione spontanea SF (si veda Lista di nuclidi per i dettagli), e molti dei nuclidi più pesanti sono teoricamente instabili anche ad altri processi.
1. Idrogeno-1
2. Idrogeno-2
3. Elio-3
4. Elio-4
5. Litio-6
6. Litio-7
7. Berillio-9
8. Boro-10
9. Boro-11
10. Carbonio-12
11. Carbonio-13
12. Azoto-14
13. Azoto-15
14. Ossigeno-16
15. Ossigeno-17
16. Ossigeno-18
17. Fluoro-19
18. Neon-20
19. Neon-21
20. Neon-22
21. Sodio-23
22. Magnesio-24
23. Magnesio-25
24. Magnesio-26
25. Alluminio-27
26. Silicio-28
27. Silicio-29
28. Silicio-30
29. Fosforo-31
30. Zolfo-32
31. Zolfo-33
32. Zolfo-34
33. Zolfo-36
34. Cloro-35
35. Cloro-37
36. Argo-36 (EE)
37. Argo-38
38. Argo-40
39. Potassio-39
40. Potassio-41
41. Calcio-40 (EE)
42. Calcio-42
43. Calcio-43
44. Calcio-44
45. Calcio-46 (BB)
46. Scandio-45
47. Titanio-46
48. Titanio-47
49. Titanio-48
50. Titanio-49
51. Titanio-50
52. Vanadio-51
53. Cromo-50 (EE)
54. Cromo-52
55. Cromo-53
56. Cromo-54
57. Manganese-55
58. Ferro-54 (EE)
59. Ferro-56
60. Ferro-57
61. Ferro-58
62. Cobalto-59
63. Nichel-58 (EE)
64. Nichel-60
65. Nichel-61
66. Nichel-62
67. Nichel-64
68. Rame-63
69. Rame-65
70. Zinco-64 (EE)
71. Zinco-66
72. Zinco-67
73. Zinco-68
74. Zinco-70 (BB)
75. Gallio-69
76. Gallio-71
77. Germanio-70
78. Germanio-72
79. Germanio-73
80. Germanio-74
81. Arsenico-75
82. Selenio-74 (EE)
83. Selenio-76
84. Selenio-77
85. Selenio-78
86. Selenio-80 (BB)
87. Bromo-79
88. Bromo-81
89. Krypton-80
90. Krypton-82
91. Krypton-83
92. Krypton-84
93. Kripton-86 (BB)
94. Rubidio-85
95. Stronzio-84 (EE)
96. Stronzio-86
97. Stronzio-87
98. Stronzio-88
99. Ittrio-89
100. Zirconio-90
101. Zirconio-91
102. Zirconio-92
103. Zirconio-94 (BB)
104. Niobio-93
105. Molibdeno-92 (EE)
106. Molibdeno-94
107. Molibdeno-95
108. Molibdeno-96
109. Molibdeno-97
110. Molibdeno-98 (BB)
Tecnezio - Nessun isotopo stabile
111. Rutenio-96 (EE)
112. Rutenio-98
113. Rutenio-99
114. Rutenio-100
115. Rutenio-101
116. Rutenio-102
117. Rutenio-104 (BB)
118. Rodio-103
119. Palladio-102 (EE)
120. Palladio-104
121. Palladio-105
122. Palladio-106
123. Palladio-108
124. Palladio-110 (BB)
125. Argento-107
126. Argento-109
127. Cadmio-106 (EE)
128. Cadmio-108 (EE)
129. Cadmio-110
130. Cadmio-111
131. Cadmio-112
132. Cadmio-114 (BB)
133. Indio-113
134. Stagno-112 (EE)
135. Stagno-114
136. Stagno-115
137. Stagno-116
138. Stagno-117
139. Stagno-118
140. Stagno-119
141. Stagno-120
142. Stagno-122 (BB)
143. Stagno-124 (BB)
144. Antimonio-121
145. Antimonio-123
146. Tellurio-120 (EE)
147. Tellurio-122
148. Tellurio-123 (E)
149. Tellurio-124
150. Tellurio-125
151. Tellurio-126
152. Iodio-127
153. Xeno-126 (EE)
154. Xeno-128
155. Xeno-129
156. Xeno-130
157. Xeno-131
158. Xeno-132
159. Xeno-134 (BB)
160. Cesio-133
161. Bario-132 (EE)
162. Bario-134
163. Bario-135
164. Bario-136
165. Bario-137
166. Bario-138
167. Lantanio-139
168. Cerio-136 (EE)
169. Cerio-138 (EE)
170. Cerio-140
171. Cerio-142 (A, BB)
172. Praseodimio-141
173. Neodimio-142
174. Neodimio-143 (A)
175. Neodimio-145 (A)
176. Neodimio-146 (A, BB)
177. Neodimio-148 (A, BB)
Promezio - Nessun isotopo stabile
178. Samario-144 (EE)
179. Samario-149 (A)
180. Samario-150 (A)
181. Samario-152 (A)
182. Samario-154 (BB)
183. Europio-153 (A)
184. Gadolinio-154 (A)
185. Gadolinio-155 (A)
186. Gadolinio-156
187. Gadolinio-157
188. Gadolinio-158
189. Gadolinio-160 (BB)
190. Terbio-159
191. Disprosio-156 (A, EE)
192. Disprosio-158 (A, EE)
193. Disprosio-160 (A)
194. Disprosio-161 (A)
195. Disprosio-162 (A)
196. Disprosio-163
197. Disprosio-164
198. Olmio-165 (A)
199. Erbio-162 (A, EE)
200. Erbio-164 (A, EE)
201. Erbio-166 (A)
202. Erbio-167 (A)
203. Erbio-168 (A)
204. Erbio-170 (A, BB)
205. Tulio-169 (A)
206. Itterbio-168 (A, EE)
207. Itterbio-170 (A)
208. Itterbio-171 (A)
209. Itterbio-172 (A)
210. Itterbio-173 (A)
211. Itterbio-174 (A)
212. Itterbio-176 (A, BB)
213. Lutezio-175 (A)
214. Afnio-176 (A)
215. Afnio-177 (A)
216. Afnio-178 (A)
217. Afnio-179 (A)
218. Afnio-180 (A)
219. Tantalo-180m (A, B, E, IT)
220. Tantalo-181 (A)
221. Tungsteno-182 (A)
222. Tungsteno-183 (A)
223. Tungsteno-184 (A)
224. Tungsteno-186 (A, BB)
225. Renio-185 (A)
226. Osmio-187 (A)
227. Osmio-188 (A)
228. Osmio-189 (A)
229. Osmio-190 (A)
230. Osmio-192 (A, BB)
231. Iridio-191 (A)
232. Iridio-193 (A)
233. Platino-192 (A)
234. Platino-194 (A)
235. Platino-195 (A)
236. Platino-196 (A)
237. Platino-198 (A, BB)
238. Oro-197 (A)
239. Mercurio-196 (A, EE)
240. Mercurio-198 (A)
241. Mercurio-199 (A)
242. Mercurio-200 (A)
243. Mercurio-201 (A)
244. Mercurio-202 (A)
245. Mercurio-204 (BB)
246. Tallio-203 (A)
247. Tallio-205 (A)
248. Piombo-204 (A)
249. Piombo-206 (A)
250. Piombo-207 (A)
251. Piombo-208 (A)

Abbreviazioni:

A per decadimento alfa, B per decadimento beta, BB per doppio decadimento beta, E per cattura elettronica, EE per doppia cattura elettronica, IT per transizione isomerica.